# Тінґватляватн

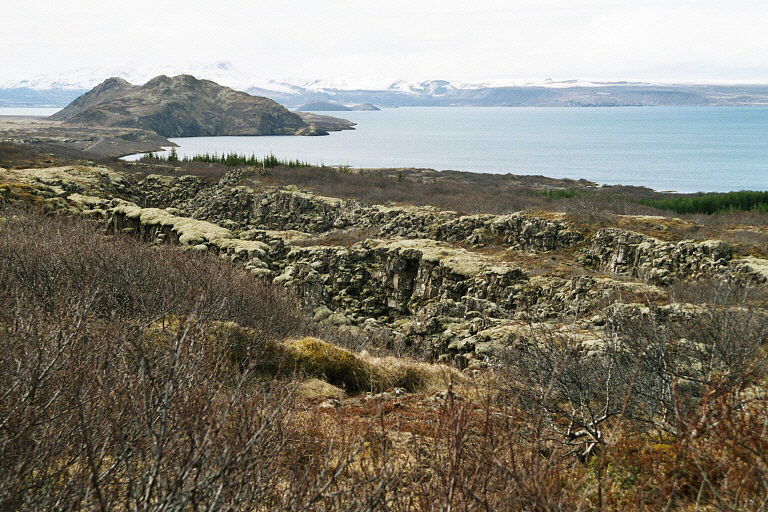
Тріщини навколо озера

Тінґватляватн (ісл. Þingvallavatn) — озеро у південно-західній Ісландії площею 84 км². Це найбільше природне озеро Ісландії, його найбільша глибина становить 114 м. На північному березі озера розташований Тінґветлір (за яким озеро було названо), де 930 року було засновано Альтинґ, ісландський парламент.
Озеро є частиною Національного парку Тінґветлір. Острови на озері мають вулканічне походження. Розколини навколо озера, найвідоміша з яких — Алманнаґ'я (Almannagjá), вказують на те, що цьому місці стикаються Північноамериканська та Євразійська тектонічні плити. Єдина річка, яка витікає з озера — Соґ. 